# 박경신 (1560년)
박경신(朴慶新, 1560년 ~ 1626년)은 조선 중기의 문신이다. 본관은 죽산(竹山), 자는 중길(仲吉), 호는 한천(寒泉)이다.

## 생애
1582년 식년문과에서 병과로 급제해 1592년 임진왜란 때 청도조전장으로 참전하였으며 밀양 부사와 전주 부윤을 지냈다.
1597년 정유재란 때에는 전라 부윤으로 전주성을 지키는 데 임명되었으나 남원 전투의 영향으로 전주성을 포기하고 도망친 죄로 파직당했으나 뒤에 서흥 부사로 다시 재등용되어 동래 부사, 삼척 부사 등을 지냈고 광해군 때에는 광주 목사, 장례원 판결사까지 역임, 경상도와 공홍도의 관찰사까지 지냈다.
그러나 1623년 인조 반정 때 서인들의 탄핵으로 파직당했다.

## 가족 관계
- 고조부 : 박준산(朴峻山)
  - 증조부 : 박겸문(朴兼文)
    - 조부 : 박환(朴煥)
    - 조모 : 조부(趙溥)의 딸
      - 아버지 : 박사공(朴思恭)
      - 어머니 : 윤징(尹澄)의 딸
        - 형님 : 박경선(朴慶先)
        - 형수 : 신백윤(申伯潤)의 딸
        - 부인 : 심우선(沈友善)의 딸
          - 사위 : 이효함(李孝諴)

      - 계모 : 박자훈(朴自薰)의 딸